# Willem Jan Roijaards
Willem Jan Roijaards, heer van Den Ham en Den Engh, (Utrecht, 1 januari 1829 – aldaar, 2 maart 1897) was een Nederlands advocaat en politicus voor de Liberale Unie.

## Levensloop
Willem Roijaards werd geboren als een zoon van Herman Johan Roijaards en Hendrika Johanna Both Hendriksen. Hij studeerde Romeins en hedendaags recht aan de Hogeschool Utrecht. Hij begon zijn carrière als advocaat te Utrecht. Daarna was hij lid van de gemeenteraad van Utrecht. Van 19 september 1865 tot 26 april 1888 was Roijaards werkzaam als wethouder van Utrecht. Van 8 oktober 1889 tot 1895 functioneerde hij als lid van de Provinciale Staten van Utrecht en van 1 mei 1888 tot 20 maart 1894 tot 2 maart 1897 was hij lid van de Tweede Kamer der Staten-Generaal.

## Persoonlijk
Op 12 juni 1856 te Utrecht trouwde Roijaards met Jacoba Margaretha barones Taets van Amerongen. Uit hun huwelijk werden acht kinderen geboren, waaronder Frederik Christiaan Hendrik, burgemeester van Ammerstol en Loosdrecht. Roijaards was een oom van Maurits van Asch van Wijck en Schelto van Citters. Daarnaast was hij een achterkleinzoon van Jan Both Hendriksen.

## Ridderorde
- Ridder in de Orde van de Nederlandse Leeuw, 29 augustus 1894